# Мухаммадов, Шакир
Шакир (Мухаметшевич) Мухаммадов (тат. Шакир Мөхәммәдиев; 1865—1923) — татарский писатель и издатель.
Писатель из одного строя с Галиаскаром Камалом и Маджитом Гафури, защищал идеалы гуманизма. В его рассказах и повестях нашли реалистическое отражение жизнь и быт татарского купечества.

## Биография
Родился 8 мая (20 мая по новому стилю) 1865 года в г. Буинске, ныне Республики Татарстан, в бедной семье.
Учился в медресе.
С 1879 года жил и работал в Оренбурге, с 1889 года — в Москве, в конторе купца, который отправил его работать в Харбин, где Мухаммадов жил в 1900—1901 годах.
В Харбине он начал литературную деятельность. Его первые повести «Невежество, или Дядя Галиакбер» (1901) и «Под листком, или Макарьевская ярмарка» (1903) разоблачают невежество и алчность татарских баев. Сатирическая повесть «Японская война, или Доброволец Батыргали агай» (1905) высмеивает лжепатриотизм купечества.
В 1906—1907 годах Шакир Мухаммадов издавал в Оренбурге сатирический журнал «Карчыга» («Ястреб»).
В последние годы жизни он отошёл от литературной деятельности.
Умер 10 ноября 1923 года в Оренбурге.